# 19
Évszázadok: i. e. 1. század – 1. század – 2. század
Évtizedek: i. e. 30-as évek – i. e. 20-as évek – i. e. 10-es évek – i. e. 1-es évek – 1-es évek – 10-es évek – 20-as évek – 30-as évek – 40-es évek – 50-es évek – 60-as évek
Évek: 14 – 15 – 16 – 17 –  18 – 19 – 20 – 21 – 22 – 23 – 24

## Események

### Római Birodalom
- Marcus Iunius Silanus Torquatust és Lucius Norbanus Balbust (helyettese Publius Petronius) választják consulnak.
- Germanicus folytatja keleti körútját és Egyiptomba látogat. Visszatérőben észreveszi, hogy Cnaeus Calpurnius Piso syriai helytartó nem hajtotta végre utasításait a légiók Örményországba irányításról és kezdeményezi annak leváltását. Röviddel később megbetegszik és Pisót vádolja azzal, hogy megmérgezte. Október 10-én Germanicus (Tiberius császár fogadott fia és kijelölt utódja) meghal.
- Tiberius kiűzi az egyiptomiakat és a zsidókat Rómából, utóbbiak közül négyezer férfit besoroztat.
- A házi őrizetben tartott volt pártus és örmény királyt, I. Vonónészt Ciliciába viszik át. Megpróbál megszökni és közben őrei megölik.

### Germánia
- Catualda, egy markomann nemes megdönti Maroboduus király uralmát, miután annak népszerűsége megcsappant az Arminius ellen vívott, vesztes háború miatt. Maroboduus a rómaiakhoz menekül és Tiberius Ravennában helyezi házi őrizetbe.

### India
- Gondopharész az Indus völgyében megalapítja az Indo-pártus Királyságot.

### Kína
- A Han su krónika szerint Vang Mang császár egyik felderítőjének tollas szárnyakkal mintegy száz métert sikerül siklania. Ez az első feljegyzés repülő szerkezet kipróbálásáról.

## Születések
- Október 10. - Tiberius Gemellus, Tiberius császár unokája

## Halálozások
- Október 10. – Germanicus Iulius Caesar, Tiberius császár unokaöccse és fogadott fia
- I. Vonónész, pártus és örmény király

## Fordítás
- Ez a szócikk részben vagy egészben  az   AD 19 című angol Wikipédia-szócikk ezen változatának fordításán alapul.  Az eredeti cikk szerkesztőit annak laptörténete sorolja fel. Ez a jelzés csupán a megfogalmazás eredetét és a szerzői jogokat jelzi, nem szolgál a cikkben szereplő információk forrásmegjelöléseként.